# Welsh (Luisiana)

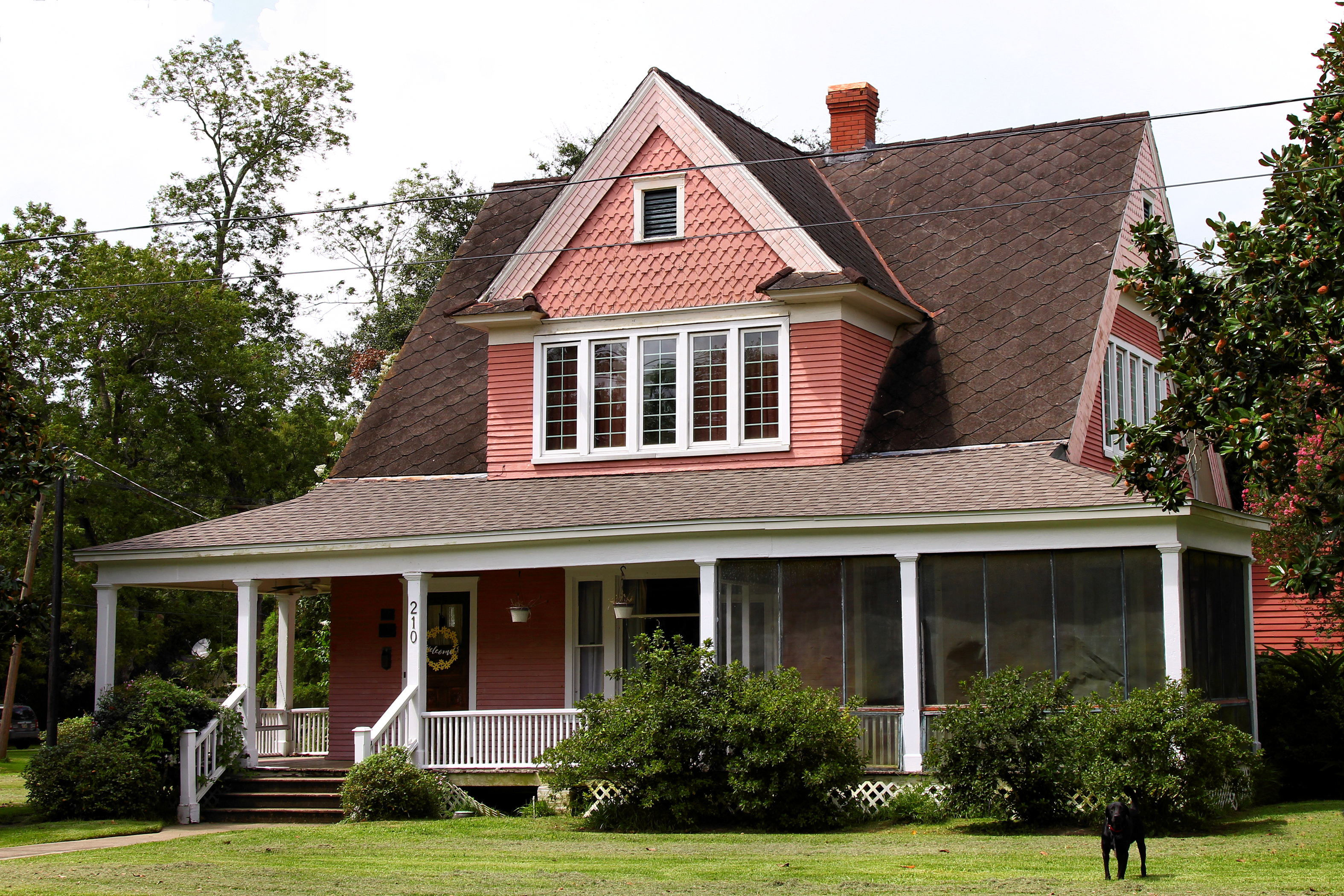
A histórica Casa Calkins-Orvis

Welsh é uma cidade  localizada no estado americano de Luisiana, na Paróquia de Jefferson Davis.

## Demografia
Segundo o censo americano de 2000, a sua população era de 3380 habitantes.
Em 2006, foi estimada uma população de 3313, um decréscimo de 67 (-2.0%).

## Geografia
De acordo com o United States Census Bureau tem uma área de
16,4 km², dos quais 16,1 km² cobertos por terra e 0,3 km² cobertos por água.

## Localidades na vizinhança
O diagrama seguinte representa as localidades num raio de 24 km ao redor de Welsh.